# 光盲蝽属
光盲蝽属（學名：Chilocrates）是盲蝽科盲蝽亚科盲蝽族之下的一個半翅目昆蟲的属。

## 物種
根據《中國動物志》昆蟲綱第33卷，光盲蝽属包括下列各物種：
- 多变光盲蝽 Chilocrates patulus (Walker, 1873)
- 斑翅光盲蝽 Chilocrates chelonia (Distant,1904)（當時中国新记录种）
- 杨氏光盲蝽 Chilocrates yangi Zheng sp.nov（當時新物種）

## 外部連結
- Nomenclator Zoologicus（页面存档备份，存于）